# Свети Йоан Кръстител (Оса)
„Свети Йоан Кръстител“ е женски и се намира край село Анатоли, дем Агия, Гърция.
Свети Дамян Нови през 1550 година се мести тук от Филотей на Света гора и заживява с група сподвижници-монаси. Подигнат е на мястото, където светецът е пустиножителствал.
След Втората световна война манастирът е запуснат и е възстановен през 1980 година. Значително е възвърнат към живот през XXI век.